# Fair Lakes
Fair Lakes – jednostka osadnicza w Stanach Zjednoczonych, w stanie Wirginia, w hrabstwie Fairfax.